# 东风菜
东风菜（学名：Aster scaber）是菊科紫菀属的植物。分布在日本、朝鲜、俄罗斯以及中国的南部、东部、中部、北部、东北部等地，生长于海拔100米至1,500米的地区，常生于草地、山谷坡地以及灌丛中。

## 别名
山蛤芦、钻山狗、白云草、疙瘩药、草三七

## 外部連結
[在维基数据编辑]